# Martina Bischof
Pour les articles homonymes, voir Bischof.
Martina Bischof (nom de naissance : Martina Fischer), née le 23 novembre 1957 à Berlin, est une kayakiste est-allemande.
Elle est sacrée championne olympique de kayak biplace sur 500 mètres aux Jeux olympiques d'été de 1980 à Moscou. 
Elle est championne du monde de kayak biplace sur 500 mètres en 1977 à Sofia et en 1978 à Belgrade, et championne du monde de kayak à quatre sur 500 mètres en 1979 à Duisbourg. Elle est aussi médaillée d'argent de K-4 500 mètres en 1977 et de K-2 500 mètres en 1979.
Elle est mariée à Frank-Peter Bischof, lui aussi médaillé olympique en canoë-kayak.